# Đài tưởng niệm Kỵ binh Ba Lan
Đài tưởng niệm Kỵ binh Ba Lan, còn được gọi là Đài tưởng niệm Kỵ binh Ba Lan thiên niên kỷ, là một bức tượng nằm ở Vòng xoay Kỵ binh Ba Lan (Rondo Jazdy Arlingtonkiej) ở Warsaw.

## Lịch sử
Sáng kiến xây dựng tượng đài tưởng niệm kỵ binh Ba Lan bắt đầu từ năm 1978, và năm 1981, một ủy ban được thành lập để tổ chức xây dựng tượng đài. Tượng đài phải đứng trên một con dốc của Łazienkowska Thoroughfare (Trasa azienkowska) ở lối vào phố Jazdów, nơi đặt viên đá góc vào năm 1983.
Năm 1984, có một cuộc thi thiết kế cho tượng đài và từ 13 tác phẩm, thiết kế của nhà điêu khắc và nhà thiết kế Mieczysław Naruszewicz đã được chọn. Bức tượng được đúc vào năm 1987 tại hợp tác xã Warsaw, Brąz Dekoracyjny.
Do điều kiện địa chất không ổn định, người ta đã quyết định thay đổi vị trí của di tích. Kết quả là bây giờ nó được đặt quá cao trên cột của nó với phần phía sau dành cho người đi bộ và giao thông.
Tượng đài được khánh thành vào ngày 3 tháng 5 năm 1994. Tác phẩm điêu khắc cho thấy hai người cưỡi ngựa phi nước đại trên lưng ngựa: một hiệp sĩ Piast với một ngọn giáo và một uhlan với một thanh kiếm trong tay vươn ra, tượng trưng cho sự khởi đầu và kết thúc của đội hình ngựa Ba Lan. Để tạo ra các tác phẩm điêu khắc, Đại tá Zbigniew Starak, người tham gia phụ trách tại Trận Schoenfeld (trận chiến cuối cùng do kỵ binh Ba Lan chiến đấu), đặt ra cho nhà điêu khắc.
Phần dưới của cột được bao quanh bởi bốn tấm đồng thau đúc với danh sách 43 trận đánh quan trọng nhất trong lịch sử của kỵ binh Ba Lan. Kim loại từ đạn pháo của quân đội đã được sử dụng trong việc tạo ra các mảng bám. Chúng được thiết kế bởi nhà điêu khắc Mark Moderau. Sau 11 năm, các lỗi trong các bản khắc đã được ghi nhận và sửa chữa cho các ngày của các trận chiến Obertyn, Orsza và Beresteczko.
Vào năm 2016, một sáng kiến đã được thực hiện để xoay tượng đài để xoay nó về phía bùng binh và ga tàu điện ngầm Politechnika (từ phía nam sang phía đông bắc, xoay 135 độ). Vòng xoay của tác phẩm điêu khắc đã được lên kế hoạch cho quý IV năm 2018 và được hoàn thành thành công vào ngày 20 - 21 tháng 11.

## Các trận đánh được ghi nhận trên các tấm tượng đài
- Cedynia 972
- Psie Pole 1109
- Legnica 1241
- Płowce 1331
- Grunwald 1410
- Obertyn 1531
- Orsza 1564
- Byczyna 1588
- Kircholm 1605
- Kłuszyn 1610
- Trzciana 1629
- Beresteczko 1651
- Warka 1656
- Alsen 1658
- Podhajce 1667
- Chocim 1673
- Wiedeń 1683
- Parkany 1683
- Zieleńce 1792
- Samosierra 1808
- Lipsk 1813
- Stoczek 1831
- Grochów 1831
- Walewice 1863
- Rokitna 1915
- Krechowce 1917
- Jazłowiec 1919
- Koziatyn 1920
- Komarów 1920
- Korosteń 1920
- Krojanty 1939
- Mokra 1939
- Bzura 1939
- Wólka Węglowa 1939
- Kock 1939
- Montbard 1940
- Tobruk 1941
- Monte Cassino 1944
- Falaise 1944
- Moerdijk 1944
- Ancona 1944
- Bolonia 1945
- Borujsko 1945
- 1000 năm Kỵ binh Ba Lan

## Hình ảnh

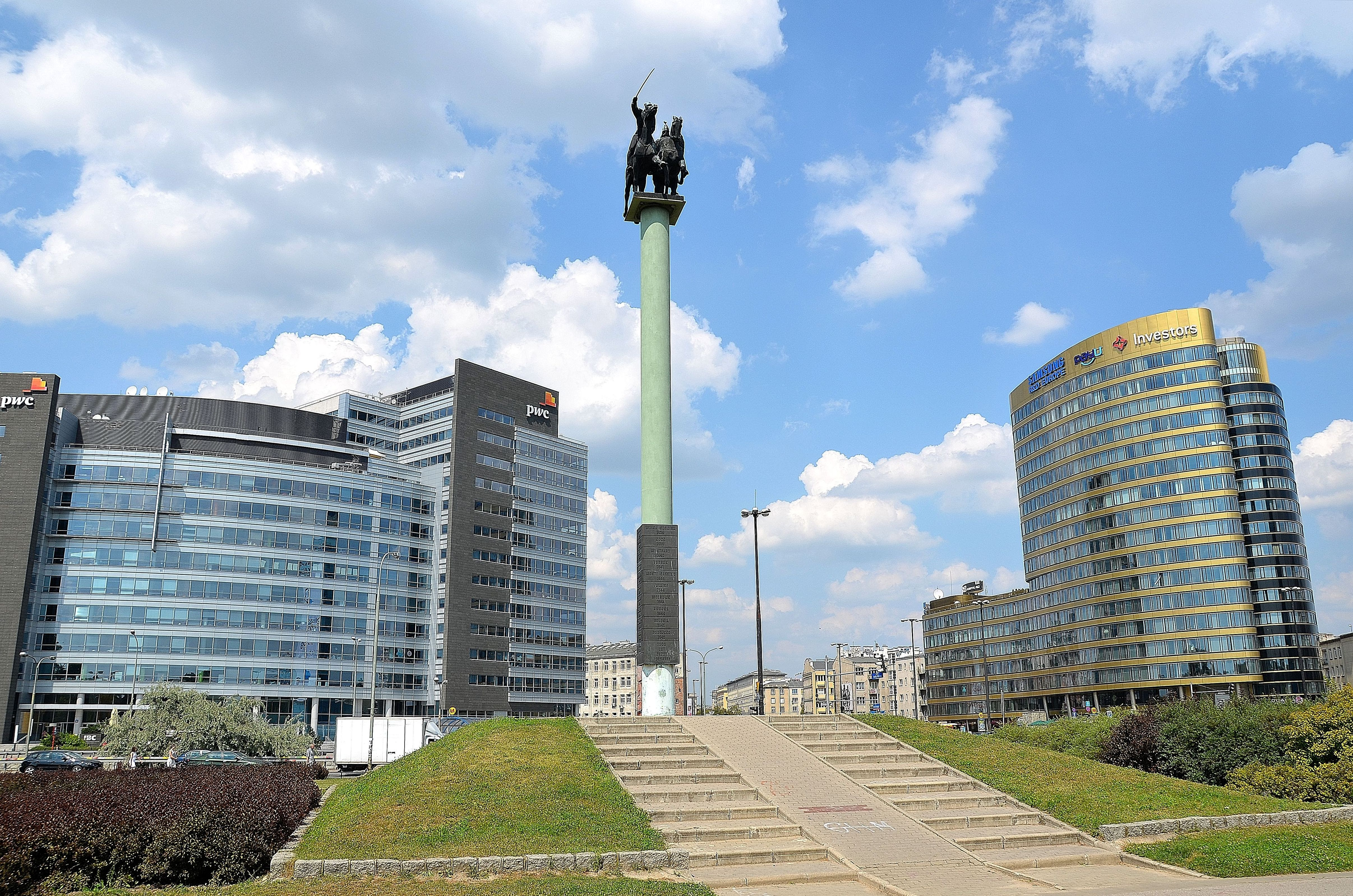
Tượng đài từ phía nam
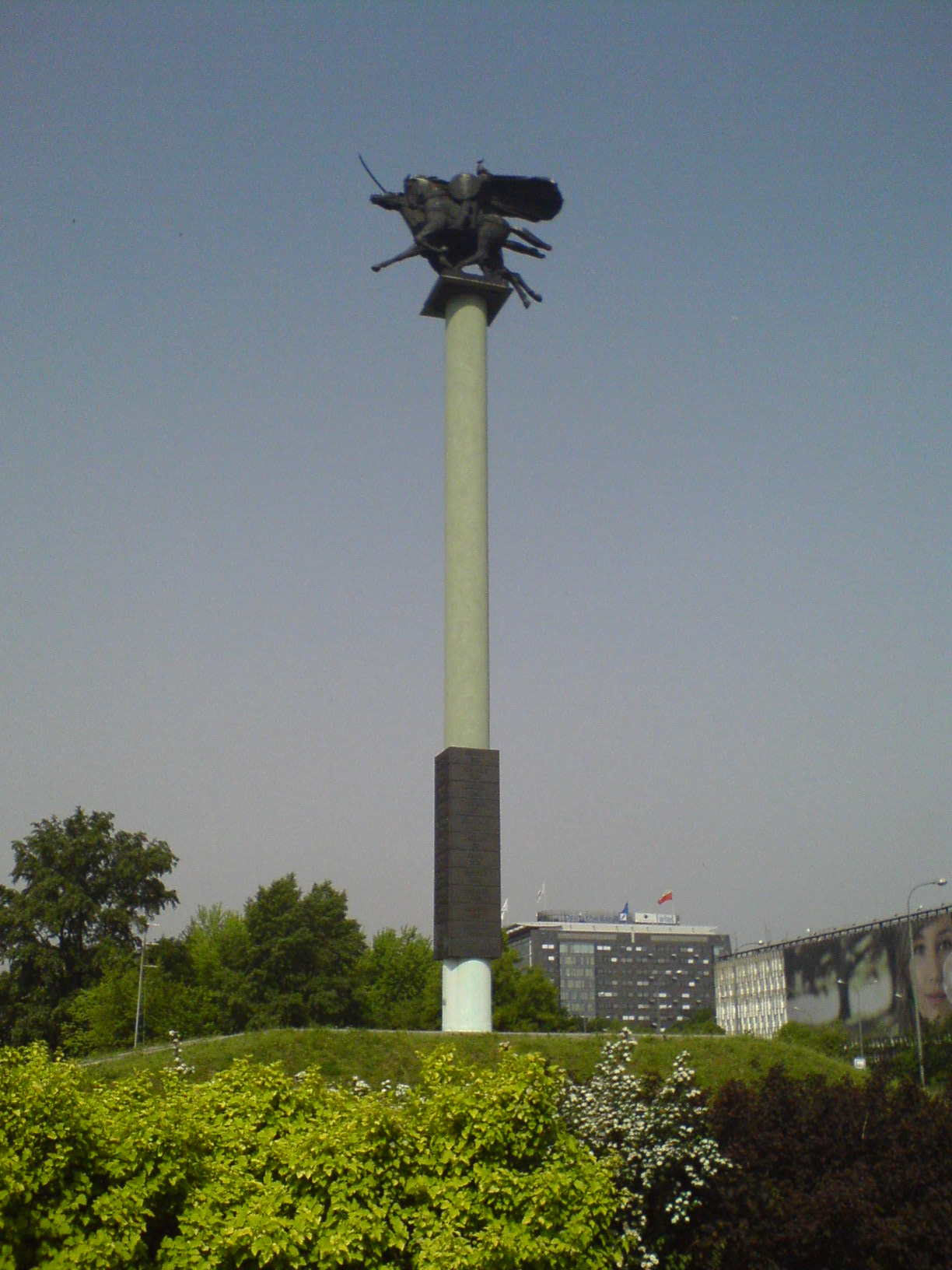
Tượng đài từ phía đông
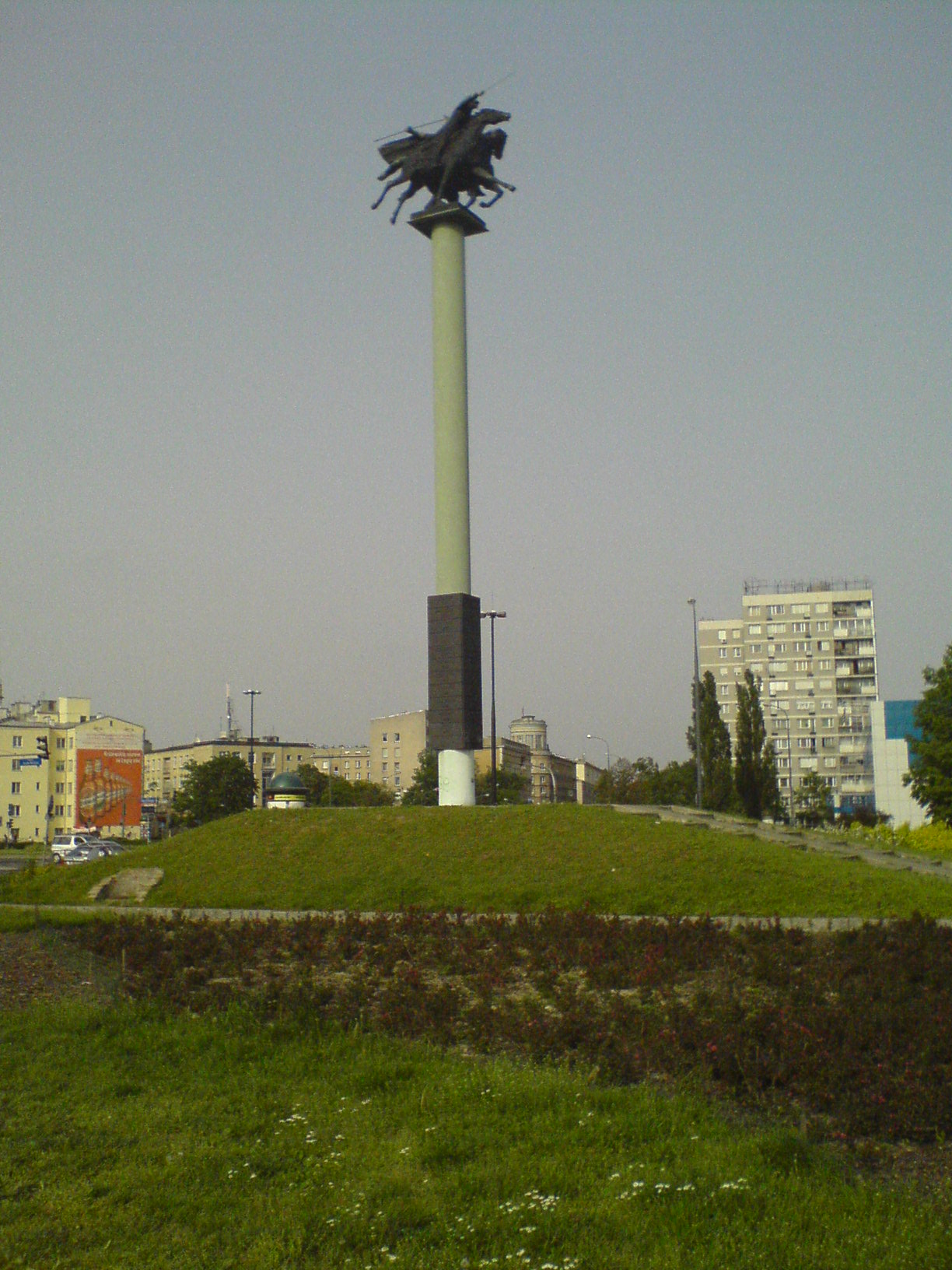
Tượng đài từ phía tây
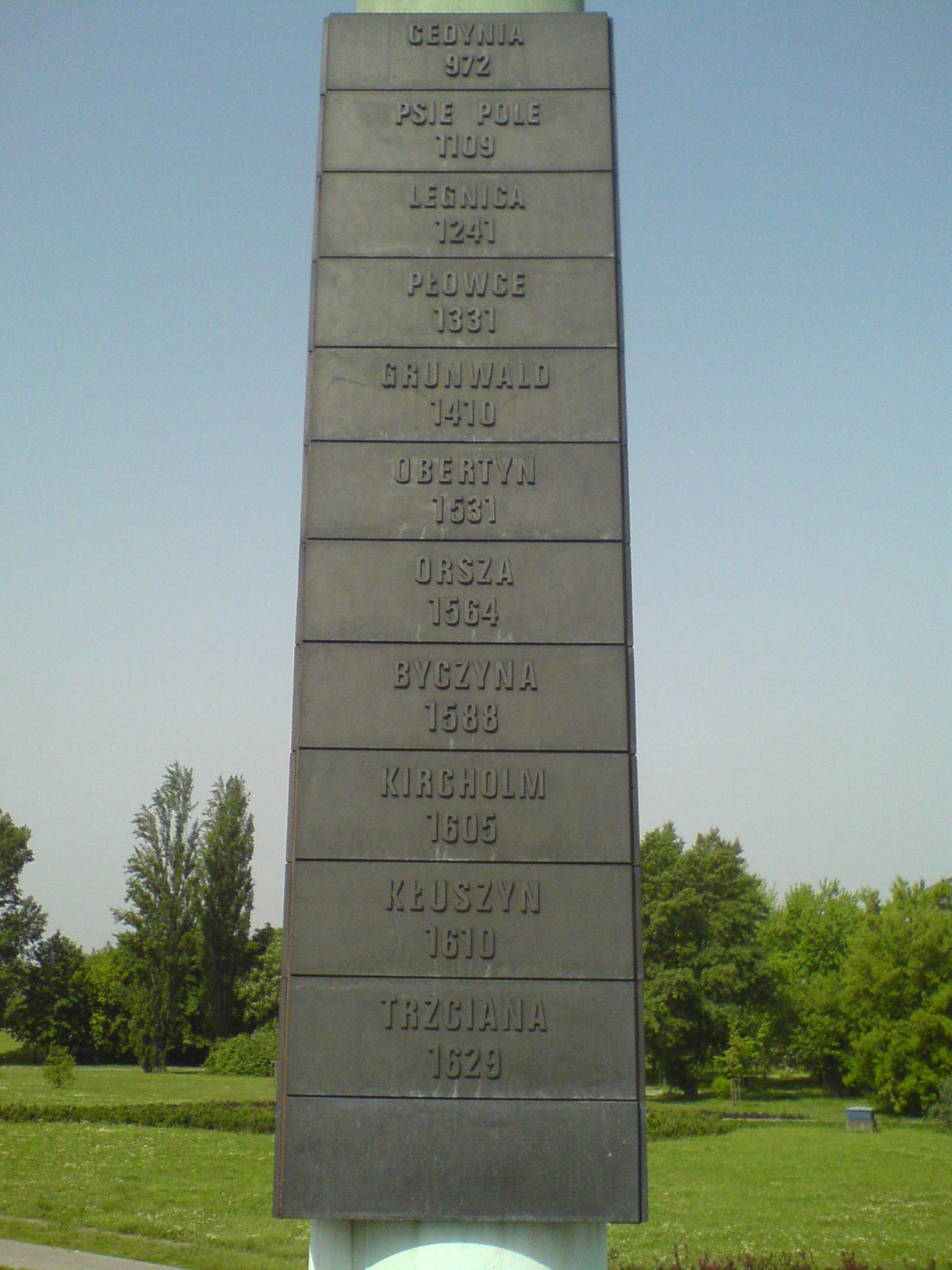
Một trong bốn bảng có tên và ngày chiến đấu